# La Hougue Bie

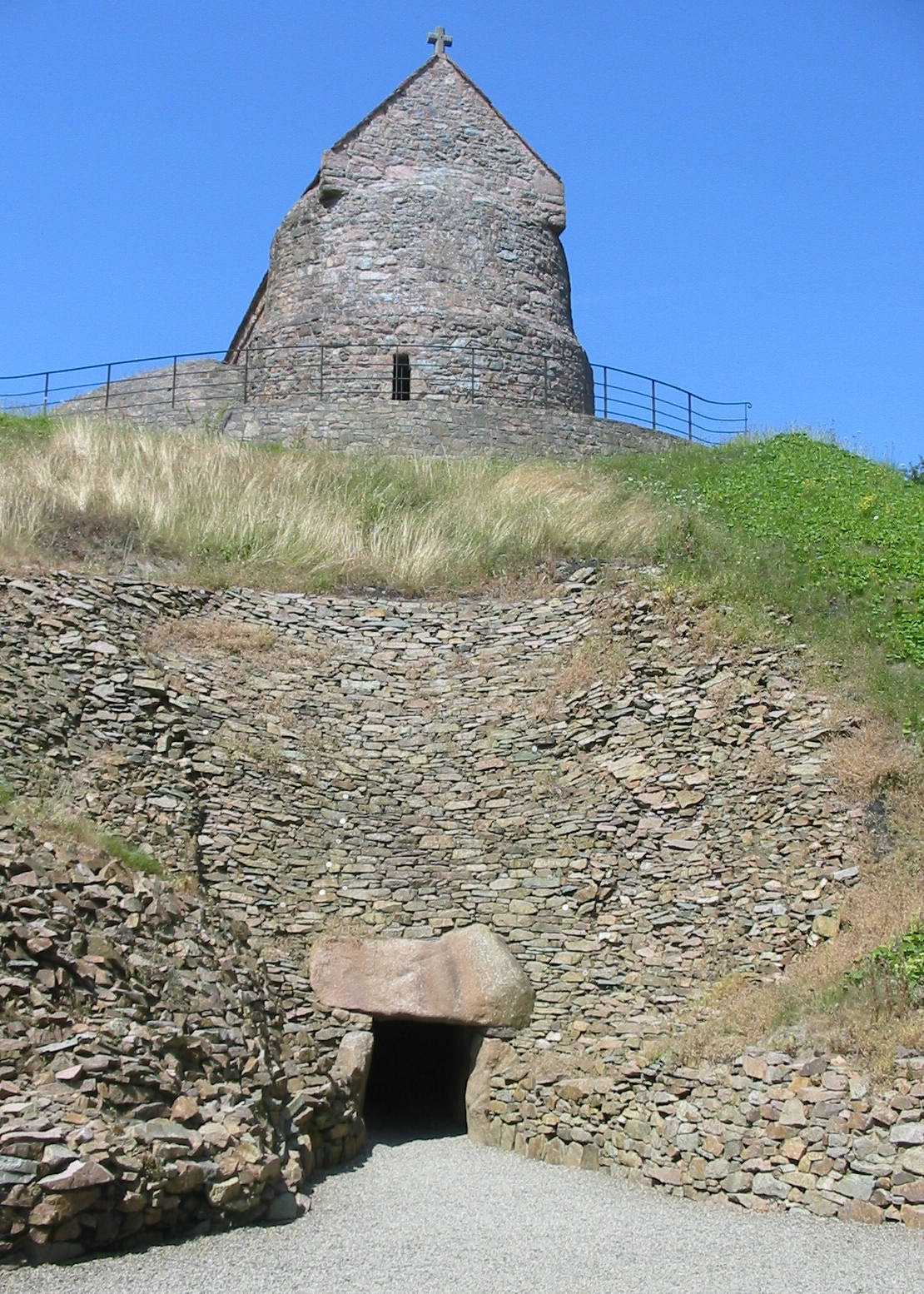
La Hougue Bie, Eingang, darüber die Kapelle

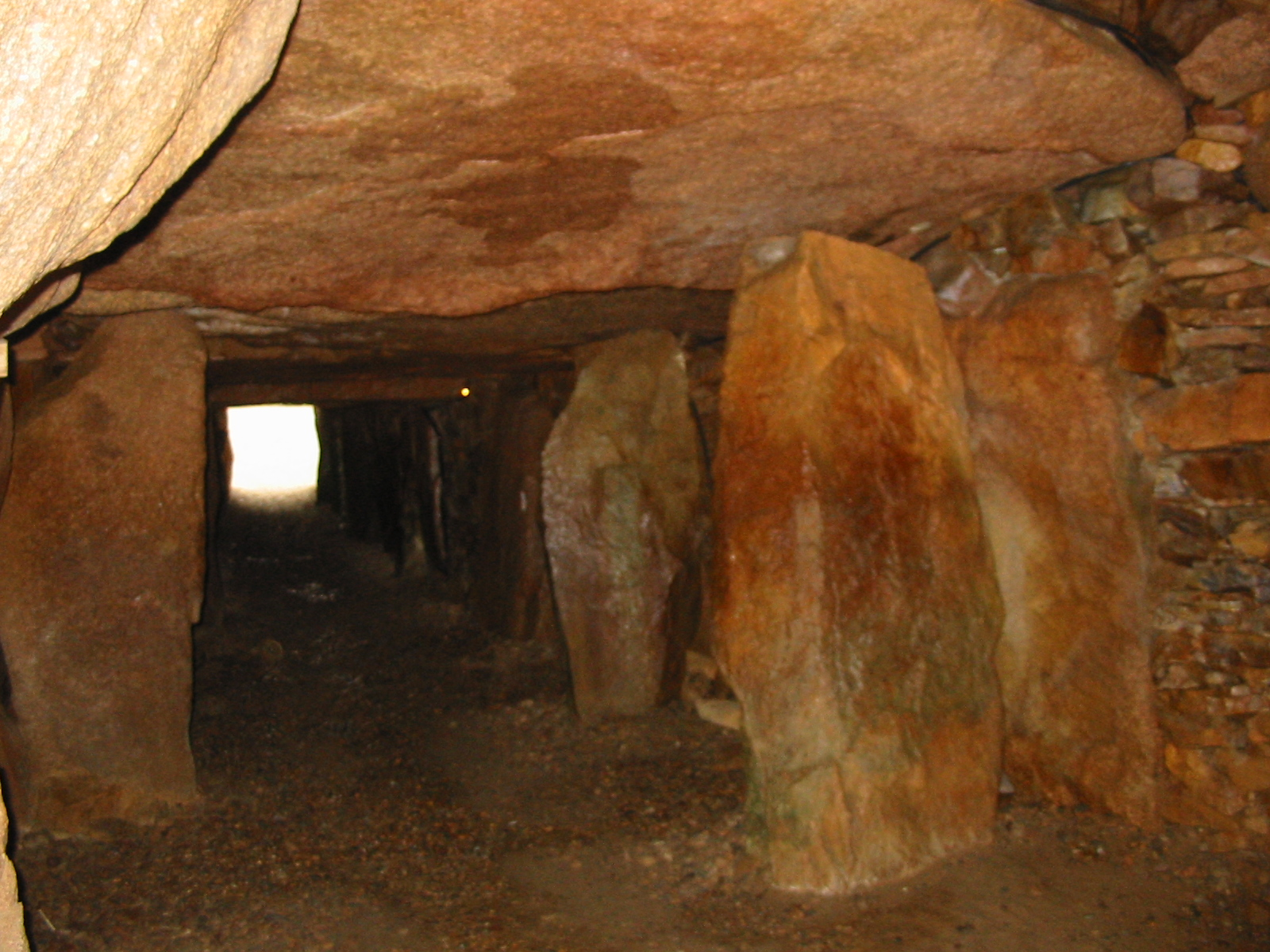
Das Innere -Richtung Zugang

Der im Jahre 1924 ausgegrabene Dolmen La Hougue Bie liegt auf der Kanalinsel Jersey in der Gemeinde Grouville zwischen den Fährhäfen Gorey und Saint Helier. Er ist mit La Varde eines der größten Passage Tombs auf den Britischen Inseln. Es galt bis zur Entdeckung von Les Fouaillages (auf Guernsey) als die älteste Megalithanlage des Archipels. 
Das Ganggrab entstand zwischen 3100 und 2600 v. Chr. Er liegt unter einem 14 m hohen Steinhügel, auf dem sich die Kapellen „Notre Dame de la Clarté“ aus dem 12. Jahrhundert und die im Jahre 1520 angefügte „Jerusalem Chapel“ befinden.
Der etwa elf Meter lange Gang führt in die über drei Meter breite und über neun Meter lange Kammer, die teilweise 1,9 m hoch ist. Von der Kammer durch Plattenreihen abgetrennt sind die beiden Seitenkammern und der Kopfbereich, der sich in einer koaxialen Nische fortsetzt. Die Anlage ist 22 m lang und weist etwa 20 Schälchen auf. Die größten ihrer insgesamt 70 megalithischen Bauelemente sind einige der 16 Decksteine. 
Der erste Namensbestandteil Hougue ist ähnlich der Cotentin Form Hougue, woanders in der Normandie wurde nur die Form Hogue benutzt. Es ist ein altnormannisches Wort, das mehrere Bedeutungen haben konnte, wie z. B. „Haufen, Erhöhung, Hügel, Tumulus“ und es wurde vom altnordischen haugr „Haufen, Erhöhung, Hügel, Tumulus“  abgeleitet. Den zweiten Bestandteil des Namens, Bie, finden wir auch in mehreren Weilern La Bie im Mutterland Normandie. Er wurde vermutlich vom altnordischen býr „Gründung, Siedlung, Bau“ abgeleitet. Also bedeutet La Hougue Bie „Bau auf dem Steinhügel“ und bezieht sich auf ein Gebäude auf dem Dolmen.
Andererseits gibt es eine Legende, die wohl die Anfänge der Christianisierung der Inseln im 6. Jahrhundert zum Hintergrund hat. Nach ihr soll ein „Herr von Hambye“ (der Ort Hambye in der Normandie beherbergte ein Kloster) einen Drachen (das Symbol für den heidnischen Kult) getötet haben, der die Insel in Angst und Schrecken versetzt hatte. Dieser Herr soll von seinem Diener erschlagen worden sein (ein Sinnbild für die religiösen Auseinandersetzungen in dieser Zeit).